# Famille Miolo
 (juillet 2024).
La famille Miolo est une famille patricienne de Venise, originaire d'Altino.

## Historique
Des membres de cette famille ont été tribuns antiques.
Certains d'entre eux faisaient des aller-retours vers Constantinople, ce qui explique qu'elle reste hors du Maggior Consiglio en 1297.
La famille fut toutefois agréée à la noblesse en 1310 par un certain Bartolomeo  à la suite de la conjuration Tiepolo, après quoi la maison se semble éteinte.

## Armes

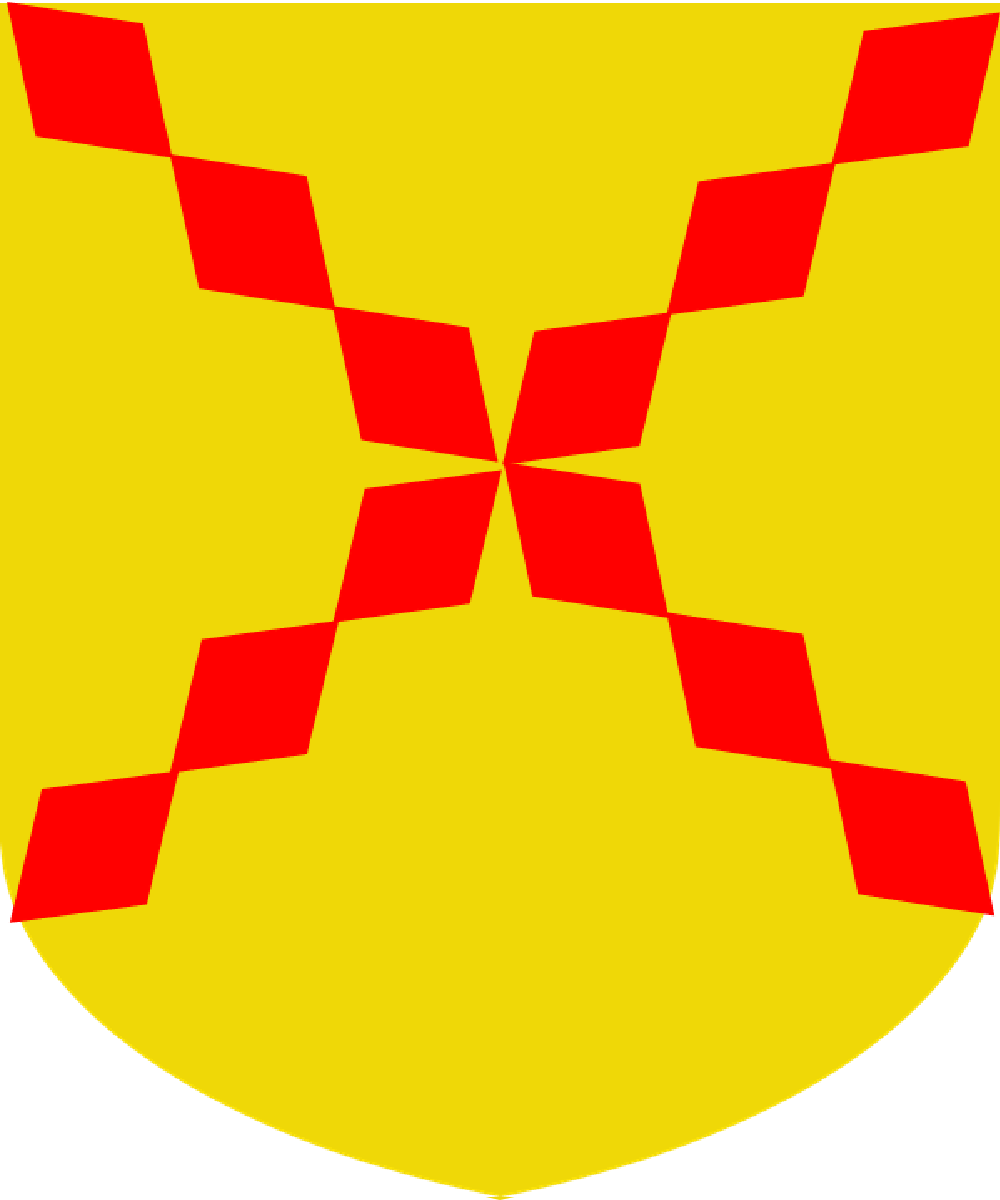
armes des Miolo

Les armes des Miolo se blasonnent ainsi : d'or à huit losanges de gueules aboutées en sautoir.